# Reyer Venezia 1968-1969
Questa voce raccoglie le informazioni riguardanti la Reyer Venezia nelle competizioni ufficiali della stagione 1968-1969.

## Stagione
La Noalex Reyer Venezia disputa il campionato di Serie A terminando al 4º posto (su 12 squadre) e arrivando alle semifinali di coppa Italia.

## Rosa 1968-69
- Giorgio Cedolini
- Gabriele Vianello
- Emanuel Guadagnino
- Guido Vaccher
- Vincenzo Bottan
- Trajko Rajković
- Giuliano Tirabosco
- Angelo Rovati
- Franco Ferro
- Adriano Zin

Allenatore:
- Giulio Geroli

Direttore Tecnico
- Antonluigi Lelli[1]